# Torenbrug
De Torenbrug is een brug over de Gouden-Handrei en Augustijnenrei en een straatnaam in Brugge.

## Beschrijving
De oorsprong van de naam ligt bij de Spaanse familie van kooplieden de la Torre. Men vindt:
- 1331: de brugghe daer Jan van den Torre besiden wuent;
- 1340: an die brughe vor Jans van den Thorre.

Het is wel zo dat de naam toen betrekking had op de brug die thans de Gouden-Handbrug heet, met name de brug die doorgang laat over het water waar de Gouden-Handrei uitmondt in de Langerei. Men gaf die brug niet de naam Torrebrug, maar men zegde gewoon de brug naast het huis van de la Torre.
De huidige Torenbrug – iets westelijker, waar de Gouden-Handrei overgaat in de Augustijnenrei – is dus een naamverschuiving van de ene brug naar de andere. Die brug heette oorspronkelijk de Sint-Gillisnieuwbrug in een tijd toen de huidige Gouden-Handstraat Sint-Gillisnieuwstraat heette.
De verschuiving van de naam wijzigde niets aan de uitspraak: het was en bleef Torrebrugge. De korte straat is eigenlijk niets meer dan de aanloop aan beide kanten naar de brug. De straat genaamd Torenbrug loopt van het Oosterlingenplein naar de Gouden-Handstraat.
De bescheiden plek heeft heel wat geschiedenis meegemaakt. De bewoners behoorden door de eeuwen heen tot de upperclass van de stad. In de 19de eeuw woonde er de familie Serweytens. In de 20ste eeuw hadden de kunstkenner en dokter Antoine De Jaeger en zijn schoonzoon Jan Bernolet er hun oogkliniek. Het gebouw is omstreeks 2000 omgevormd tot studentenresidentie voor het Europacollege.
In 1903 werd midden op de brug een sierlijke smeedijzeren lantaren op een stenen sokkel geplaatst. De lantaren is van twee borden voorzien, waarop oorspronkelijk de tekst stond: "verboden doorgang voor rijtuigen - passage interdit aux véhicules".
Op 28 maart 2002 kreeg de Torenbrug het statuut van beschermd monument.

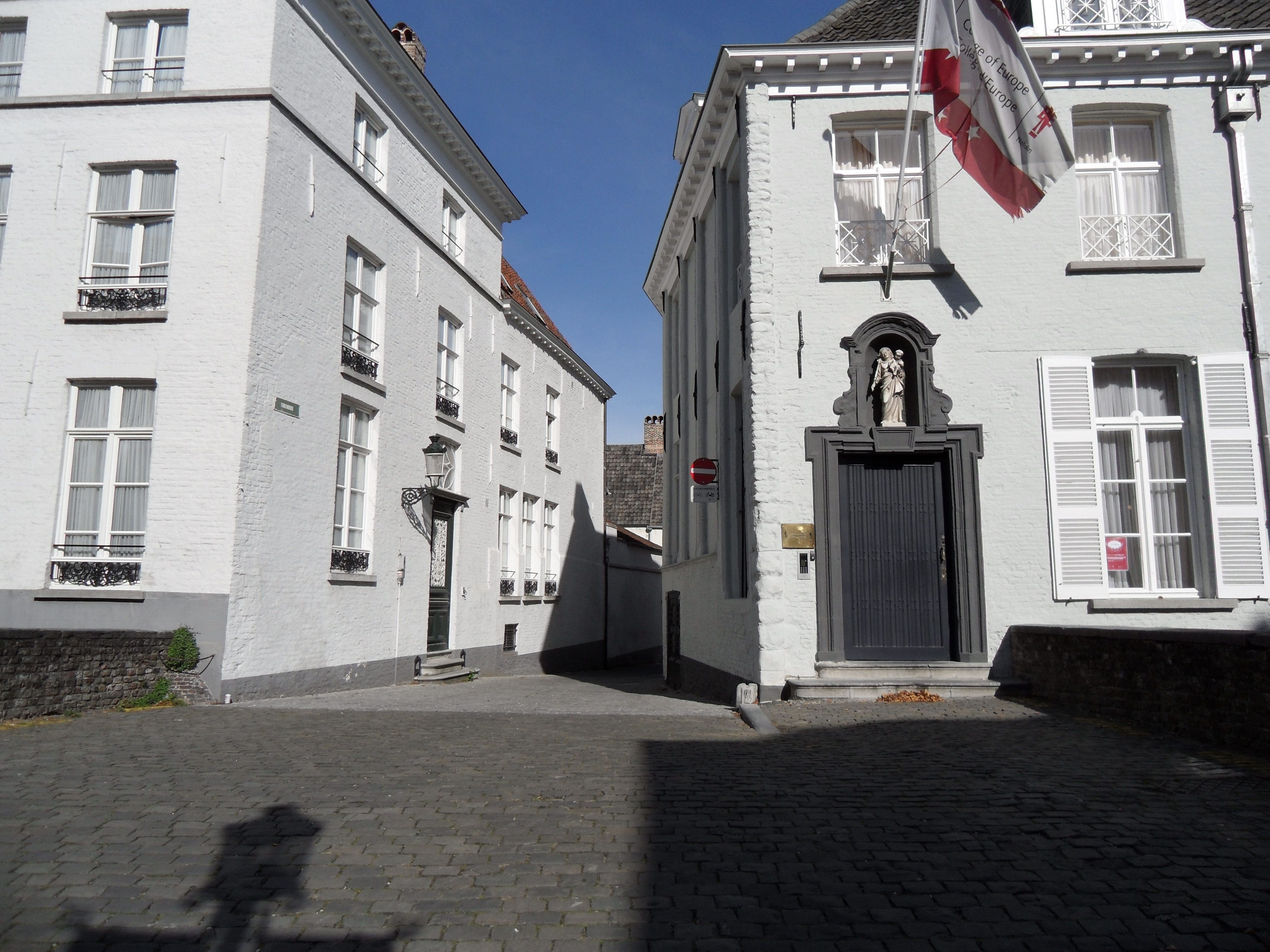
De Torenbrug
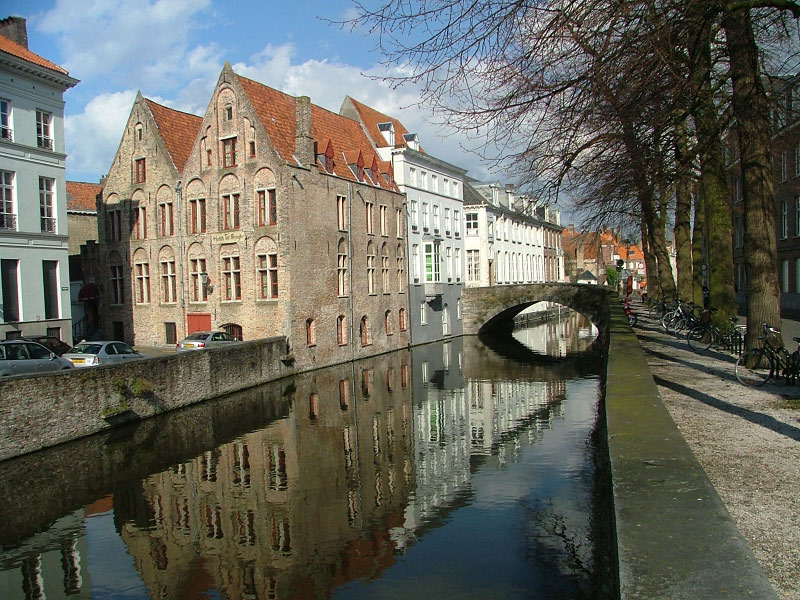
De Augustijnenrei met op de achtergrond de Torenbrug
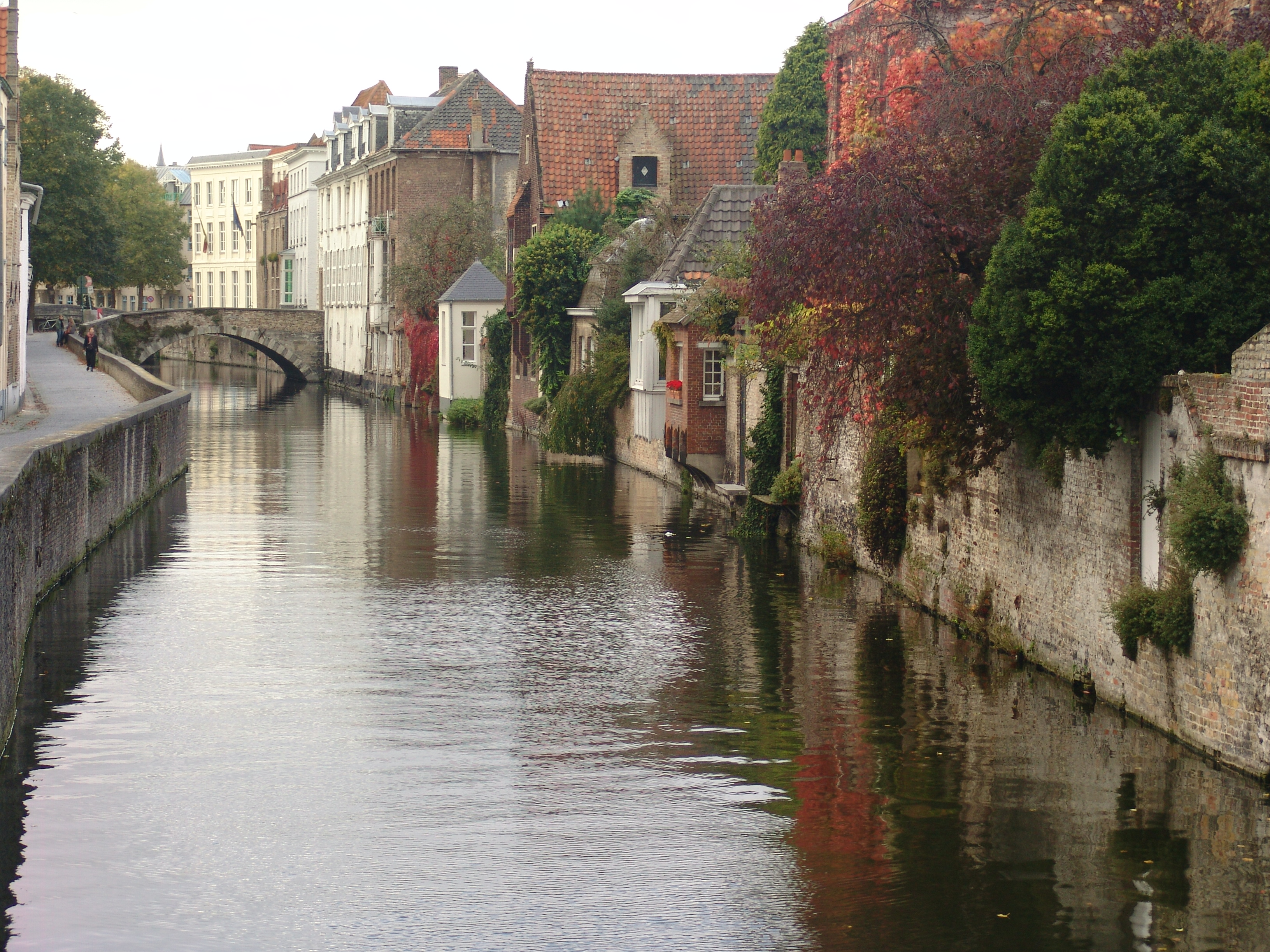
De Gouden-Handrei met op de achtergrond de Torenbrug
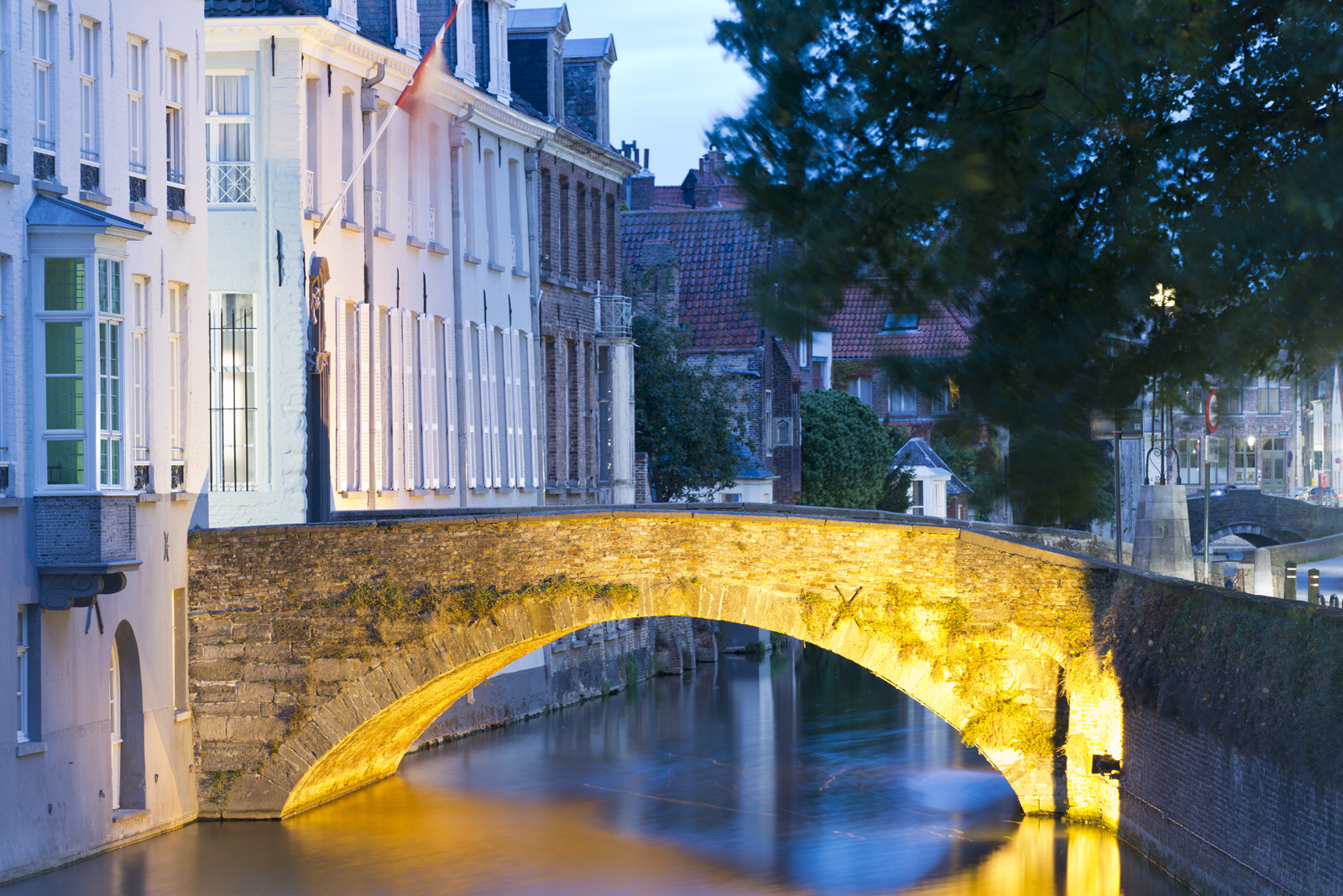
De Torenbrug bij avondlicht